# Sławomir Piwowar
Sławomir Piwowar (ur. 15 kwietnia 1953, zm. 17 marca 2015) – polski gitarzysta jazzowy i rockowy, klawiszowiec, kompozytor, aranżer, muzyk sesyjny.

## Życiorys
Pochodził z rodziny o tradycjach muzycznych. Jego dziadek grał na mandolinie. W wieku sześciu lat brał lekcje gry na fortepianie, zaś w wieku lat czternastu jego muzyczną fascynacją stał się zespół The Beatles. Pod koniec lat 60. prowadził własne trio gitarowe, z którym dostał się do finału warszawskiej imprezy Piękny Brzeg 1969. Karierę muzyczną rozpoczynał jako gitarzysta klasyczny. W latach 70. związany był z zespołem jazzowym Paradox, gdzie pod okiem Andrzeja Brzeskiego doskonalił swój warsztat (wykonana przez niego praca zaowocowała wieloma sukcesami zagranicznymi grupy, m.in. zwycięstwem na festiwalu jazzowym w San Sebastian w Hiszpanii) – współpracował także z grupą Bemibek. W wywiadach przyznawał się do inspiracji grą Wesa Montgomery'ego. W latach 1974–1975 był gitarzystą zespołu towarzyszącego Czesławowi Niemenowi „Aerolit”, z którym nagrał album Niemen Aerolit, wydany w 1975 roku nakładem wydawnictwa fonograficznego Polskie Nagrania Muza. Brał również udział w sesji nagraniowej kolejnego krążka artysty Idée fixe, wydanego w 1978 roku również nakładem Polskich Nagrań. W latach 1979–1980, 2006 i 2014 był gitarzystą formacji SBB, z którą nagrał album Memento z banalnym tryptykiem wydany nakładem Polskich Nagrań w 1981 roku. Na płycie znalazła się jego kompozycja, zatytułowana Trójkąt radości. W latach 80. współpracował jako klawiszowiec z Grzegorzem Ciechowskim (występującym wówczas jako Obywatel G.C.), z którym w 1989 roku zrealizował muzykę do filmu Stan strachu, a w późniejszym okresie z działającym w Norwegii zespołem Spitfire, z Robertem Cichowiczem, Kasią Kowalską, Eweliną Flintą oraz Urszulą. Przyczyna śmierci muzyka na chwilę obecną jest nieznana. Piwowar miał w planach nagranie solowej płyty autorskiej i utworzenie zespołu z gościnnym udziałem Adama Bałdycha. W programie miały się znaleźć kompozycje gitarzysty (nie zostały nigdzie zapisane) i Komedowa kołysanka z obrazu Rosemary’s Baby w aranżacji na gitarę klasyczną.